# Married to the Game
Albums de Too $hort
What's My Favorite Word?
(2002) Blow the Whistle
(2006)
Singles
1. Choosin'
Sortie : 2003
2. Shake That Monkey
Sortie : 22 octobre 2003

Married to the Game est le douzième album studio de Too $hort, sorti le 4 novembre 2003.
L'album s'est classé 7e au Top R&B/Hip-Hop Albums et 49e au Billboard 200.

## Liste des titres
| No  | Titre                                                      | Contient un (des) sample(s) de                                          | Durée |
| --- | ---------------------------------------------------------- | ----------------------------------------------------------------------- | ----- |
| 1.  | Choosin' (featuring Jagged Edge et Jazze Pha)              |                                                                         | 3:57  |
| 2.  | What She Gonna Do?                                         | Feels So Good de Midnight Star This Is for the Lover in You de Shalamar | 4:41  |
| 3.  | That's How It Goes Down (featuring Oobie)                  |                                                                         | 5:01  |
| 4.  | You Can't Fuck With Us (featuring N.O.R.E. et Petey Pablo) |                                                                         | 3:52  |
| 5.  | Shake That Monkey (featuring Lil Jon & the East Side Boyz) |                                                                         | 4:38  |
| 6.  | Burn Rubber                                                | The Champ des Mohawks Tough de Kurtis Blow                              | 3:19  |
| 7.  | Hey, Let's Go (featuring Cutty Cartel et Devin the Dude)   |                                                                         | 4:23  |
| 8.  | Pimpandho.com                                              |                                                                         | 3:44  |
| 9.  | Hobo Hoeing                                                |                                                                         | 4:09  |
| 10. | Get It                                                     |                                                                         | 3:56  |
| 11. | Married to the Game                                        |                                                                         | 2:37  |
| 12. | California Girls                                           |                                                                         | 3:52  |
| 13. | What's a Pimp?                                             |                                                                         | 5:54  |
| 14. | Don't Act Like That                                        |                                                                         | 4:00  |
| 15. | Short Short                                                |                                                                         | 4:21  |